# I’m Happy Just to Dance with You
Az I’m Happy Just to Dance with You a The Beatles angol rockzenekar 1964-es dala A Hard Day’s Night című albumhoz és az azonos címet viselő filmhez. A számot John Lennon és Paul McCartney írta, és George Harrison énekelte, akinek a filmben való előadása volt az első tömegmédiás ábrázolása annak, hogy Harrison énekel egy Beatles-dalt.

## A dal szerkezete
A dalt kifejezetten George Harrisonnak írták, hogy elénekelje, amikor nem volt elég önbizalma ahhoz, hogy saját szerzeményeket írjon. Évekkel később McCartney "ujjgyakorlatként" jellemezte, addig Lennon pedig azt mondta: "Soha nem énekeltem volna el magamtól."
A dal egy hektikus stílusú ritmusgitárt tartalmaz és ezt vegyítik Harrison nyugodt énekhangjával. Zeneszerzői váratlan akkordválasztást adnak az énekkel a középpontjában, növelve a B7 hangterjedelem felé, a "I’m happy just to dance with you" sorig. A dal abban is jellegzetes, hogy nem versszakkal vagy refrénnel kezdődik, hanem a zenei híd utolsó négy ütemével. Ian MacDonald zenetudós szerint a The Beatles gitárszólamot a The Rolling Stones Not Fade Away című Buddy Holly-dal feldolgozásából merítette.
A Cash Box úgy jellemezte a dalt, mint egy "ritmusos élvezet"-et.

## Rögzítése
A The Beatles egy vasárnapra eső napon vette fel az I’m Happy Just to Dance with You című dalt, amikor először használták az Abbey Road Studios stúdióit a szokásos munkaidőtől eltérő napon. A United Artists június 26-án kiadta a dalt az A Hard Day's Night albumon. Felkerült a Something New című amerikai albumra is, amelyet a Capitol Records adott ki július 20-án. 1964. augusztus 1-jén elérte a 95. helyet a Billboard Hot 100-as listán, amely az egyetlen megjelenése volt ezen a listán. Ez egyike annak a két Lennon–McCartney dalnak, amelyeket Harrison énekelt az együttes pályafutása során, a másik dal pedig a Do You Want to Know a Secret volt.
Az együttes egy másik verziót is rögzített a BBC From Us to You című rádióműsorához. Az előadásra 1964. július 17-én került sor a londoni BBC Paris Studio-ban, és abban az évben augusztus 3-án sugározták először. Egy hangszeres, csak zongorára készült változat hallható az Egy nehéz nap éjszakája című filmben, a zenés televíziós közvetítés próbáinak jelenete során.

## Közreműködött
Ian MacDonald szerint:
- George Harrison – ének, szólógitár
- John Lennon – vokál, ritmusgitár
- Paul McCartney – vokál, basszusgitár
- Ringo Starr – dob, afrikai dob
- George Martin – producer
- Norman Smith – hangmérnök

## Helyezés
| Ország                     | Helyezés |
| -------------------------- | -------- |
| Amerikai Billboard Hot 100 | 95       |
| Amerikai Cash Box Top 100  | 91       |

## Feldolgozások
Anne Murray 1980-ban jelentette meg a dalról készült saját feldolgozását a Somebody’s Waiting albumán. A The Beatles-hez képest az ő feldolgozását egy easy listening stílusú balladaként lehet jellemezni. Az ő feldolgozása az 1980-as évek közepén a Billboard Hot 100 listáján a 64. helyre került fel.

## Fordítás
Ez a szócikk részben vagy egészben  az   I'm Happy Just to Dance with You című angol Wikipédia-szócikk fordításán alapul.  Az eredeti cikk szerkesztőit annak laptörténete sorolja fel. Ez a jelzés csupán a megfogalmazás eredetét és a szerzői jogokat jelzi, nem szolgál a cikkben szereplő információk forrásmegjelöléseként.

### Magyar nyelvű
- Bánosi György – Tihanyi Ernő: Beatles zenei kalauz. Az együttzenélés és a szólóévek. 1958–1999. Budapest: Anno Kiadó, 1999. ISBN 963-853-895-3
- Barry Miles: Paul McCartney; ford. Lénárt Levente; Cartaphilus, Budapest, 2009 (Legendák élve vagy halva) ISBN 978-963-2660-96-7
- Ian MacDonald: A fejek forradalma. A Beatles és a hatvanas évek. (ford. Révbíró Tibor) Budapest: Helikon Kiadó, 2015. ISBN 978-963-227-468-3
- Marsi József: Beatles Kódex – A Beatles együttes teljes életművének enciklopédiája. (bővített kiadás) Budapest: Könyvműhely, 2022. ISBN 978-615-01-5036-9

## Külső hivatkozás
Allan W. Pollack megjegyzései az I’m Happy Just to Dance with You dalhoz